# Маршал

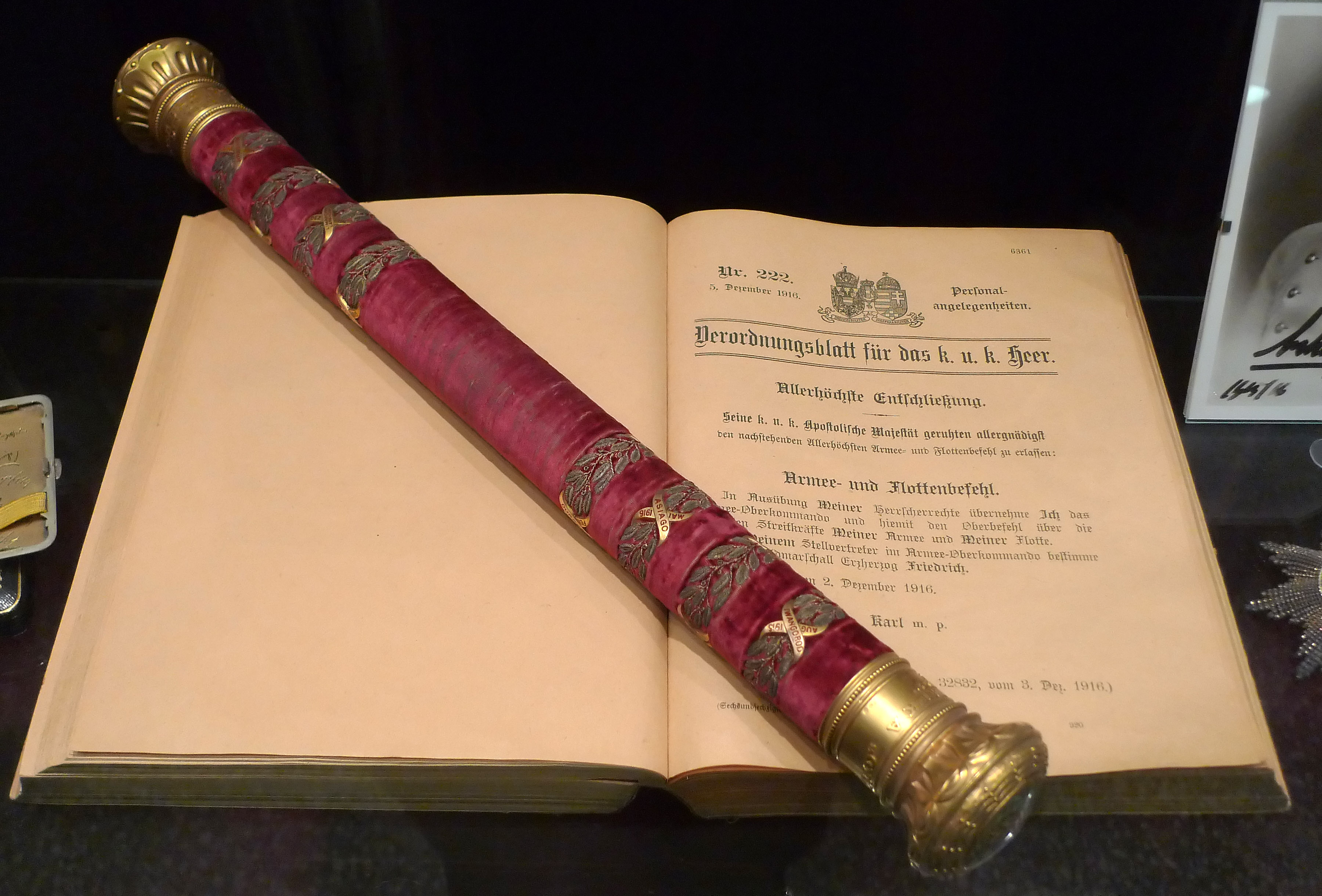
Маршальский жезл, принадлежавший фельдмаршалу эрцгерцогу Фридриху. Экспонат Военно-исторического музея в Вене.

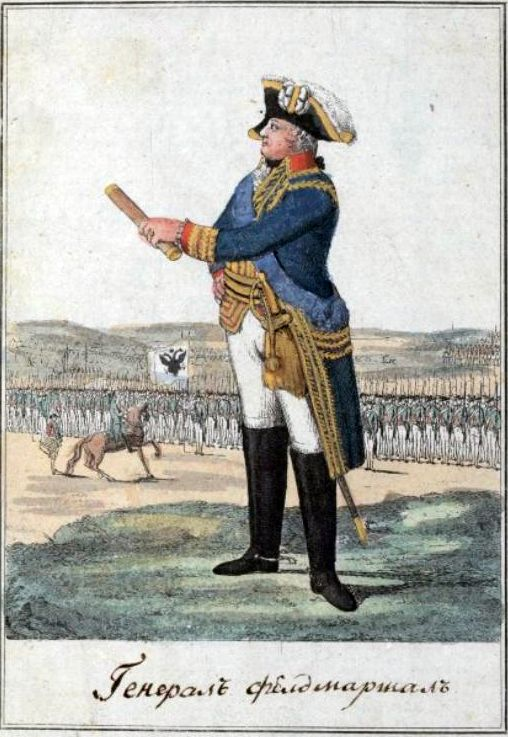
Мундир российского генерал-фельдмаршала (1793).

Ма́ршал — высшее нормативное (ординарное) воинское звание во многих армиях мира, как правило, расположенное в воинской иерархии выше старшего генеральского звания и ниже звания генералиссимуса (в большинстве армий мира — экстраординарного).
В формате, близком к современному, одним из первых возникло во Франции (само слово маршал происходит от германского marahscalc «конюх»). При Генрихе II в 1550 году так стали называть в артиллерии ответственных за лошадей, перевозивших орудия (в этом значении термин существует и по сей день во французских вооруженных силах — «maréchal des logis» (logis в одном из значений — конюшня, от герм. laubja — нора животного) и означает воинское звание «сержант артиллерии»). Затем так стали называть лиц, занимавшихся снабжением армии. Это звание получали знатные приближенные короля, что и привело, в конечном итоге, к современному пониманию термина — «распорядитель по войску»/«самый главный военнослужащий», «маршал Франции» (maréchal de France).
Позднее звание распространилось в армиях многих других европейских стран, часто в форме фельдмаршал (дословно «полевой маршал») — маршал в обособленном виде — командир сразу нескольких армий или генерал-фельдмаршал — особый генерал в роли и полномочиях чистого маршала, командующий более чем одной полевой армией на постоянной основе.
Использование звания маршала/фельдмаршала в большинстве европейских армий подчинялось неким общим правилам. В большинстве армий звание маршала/фельдмаршала стояло выше старшего генеральского звания, которое могло называться по-разному. В Российской империи большую часть XVIII века это был генерал-аншеф, а в XIX веке и вплоть до 1917 года — полные генералы рода войск (генерал от инфантерии, генерал от кавалерии, генерал от артиллерии, инженер-генерал). В Англии званию фельдмаршала предшествовало звание (полного) генерала, который в этой стране именовался просто генерал (в отличие от генерал-майора и генерал-лейтенанта). Во Франции эпохи Наполеона, существовало всего два генеральских звания — бригадный генерал и дивизионный генерал, поэтому ниже звания маршала Франции сразу шло звание дивизионного генерала. Позднее в систему французских генеральских званий были добавлены корпусной генерал и армейский генерал, которые были вставлены выше дивизионного генерала, но ниже маршала. В США существуют звания Генерала Армий Соединённых Штатов и Адмирала Флотов Соединённых Штатов. В нацистской Германии ниже звания генерал-фельдмаршала располагалось звание генерал-полковника, которое в этом государстве было выше полного генерала рода войск (генерала (от) кавалерии или генерала от инфантерии/генерала пехоты). В Советском Союзе званию Маршал Советского Союза предшествовало сначала звание командарма 1-го ранга, а затем звание генерала армии.
Выше звания маршала (или эквивалентного ему) стоит звание генералиссимуса (коннетабля, главного маршала), которое, будучи не включённым в регулярную "табель о рангах", представляет собой по сути персональный почётный титул, присваиваемый в индивидуальном порядке отдельному военачальнику.
В тех странах, где чин маршала/фельдмаршала не используется, нередко существует или существовал в прошлом его аналог (например, мушир в ряде стран Ближнего Востока, генерал-капитан в Испании, воевода в Сербии и др.).
В то же время в ряде стран воинское звание маршала не существует и никогда не существовало.
Также необходимо иметь в виду, что существуют и другие звания со словом маршал в названии. Так, в СССР существовало звание маршал рода войск, равное генералу армии. Званию Маршала Советского Союза  соответствовало звание Главный маршал рода войск (хотя и не было ему эквивалентно). В Австрийской империи (и в сменившей её Австро-Венгрии), помимо звания генерал-фельдмаршал, исторически существовало звание фельдмаршал-лейтенант, аналогичное генерал-лейтенанту в других странах (звание фельдмаршал-лейтенант существовало и в Королевстве Венгрия во времена М. Хорти). В военно-воздушных силах Великобритании (и по её примеру в Австралии, Новой Зеландии, Индии, Пакистане и др.) слово маршал является составной частью званий высших офицеров, соответствующих генеральским званиям в других странах: вице-маршал авиации, маршал авиации, главный маршал авиации, маршал Королевских ВВС.
Во Франции и Португалии, кроме звания маршала, исторически существовало звание лагерный маршал (маршал лагеря, фр. maréchal de camp) — младший генеральский чин, аналогичный генерал-майору или бригадиру. Наконец, во многих европейских странах существовали придворные должности гофмаршала и обер-гофмаршала (дословно: «маршал двора (правителя)» и «старший маршал двора»), обладатели которых не имели никакого отношения к военной службе (хотя на эту должность могли назначать и заслуженных военных — в знак особой монаршей милости) и были обязаны распоряжаться различными придворными церемониями. В Российской империи должности «гофмаршал» и «обер-гофмаршал» были закреплены в табели о рангах в качестве придворных чинов, эквивалентных генерал-лейтенанту (гофмаршал) и полному генералу (обер-гофмаршал) соответственно. Одним из наиболее известных гофмаршалов в истории был Жерар Дюрок, повсюду сопровождавший Наполеона. Из-за этого в некоторых русскоязычных публикациях Дюрока называют ошибочно маршалом Франции, хотя в действительности он был обер-гофмаршалом (великим маршалом двора; фр. Grand maréchal du palais) и дивизионным генералом.
Знаком различия маршала во многих армиях является торжественно вручаемый, как правило, богато украшенный маршальский жезл. Скрещённые жезлы нередко составляют часть герба маршала, присутствуют на погонах и т. п. В СССР и России особым знаком различия маршальского звания является Маршальская Звезда.

## Маршалы по странам

### Австралия
Звание фельдмаршала является высшим воинским званием в Сухопутных войсках Австралии. Создано по образцу британского звания и имеет аналогичные британским знаки различия и надпись на английском языке Australia (Австралия). В Королевском ВМФ Австралии этому званию соответствует звание Адмирал флота (англ. Admiral of the Fleet), а в Королевских ВВС Австралии — Маршал Королевских Австралийских ВВС (англ. Marshal of the Royal Australian Air Force). Звание может быть присвоено Генерал-губернатором Австралии по рекомендации премьер-министра.
- 20 марта 1925 — Уильям Ридделл Бидвуд, 1-й барон Бидвуд (1865—1951; также британский фельдмаршал с 20 марта 1925).
- 2 июня 1938 — Георг VI (1895—1952).
- 8 июня 1950 — сэр Альберт Томас Блэми (1884—1951).
- 1 апреля 1954 — Принц Филипп, 1-й герцог Эдинбургский (1921—2021) — также британский фельдмаршал с  15 января 1953 и фельдмаршал Новой Зеландии с 1954.

### Австрия
К числу генерал-фельдмаршалов Австрии относятся генерал-фельдмаршалы Священной Римской империи Германской нации, Австрийской империи и Австро-Венгрии. Их общий список приведён в отдельной статье (см.).

### Афганистан
Высшее воинское звание в вооружённых силах Афганистана — Sardar-i-Salar; существовало до падения королевской власти в стране и соответствовало званию (фельд)маршала в европейских армиях. Оно обычно присваивалось эмирам (монархам) Афганистана по восшествии на престол и членам королевской семьи. В современной афганской армии этого звания долго не было, но оно снова начало присваиваться в 2001 году.
- Его Королевское Высочество Насрулла-хан (1875—1920).
- 1905 — король Афганистана Инаятулла-хан  (1888—1946).
- Его Королевское Высочество Махмуд Хан (Mahmud Khan) (1887—1959).
- 1929 — Его Королевское Высочество Шах Вали Хан (Shah Wali Khan) (1888—1977).
- 1929 — король Афганистана Мухаммед (I) Надир-шах.
- 1933 — король Афганистана Мухаммед (II) Захир-Шах (1914—2007).
- 2001 — Мохамма́д Каси́м Фахи́м (1957—2014) — афганский военный деятель, бывший министр обороны, преемник Ахмад Шах Масуда.
- 2020 — Абдул-Рашид Дустум (род. 1954) — афганский военный и политический деятель.

### Болгария
Воинское звание Маршал является высшим воинским званием в Болгарской армии и присваивается в первую очередь за исключительные заслуги в военное время и в руководстве вооружёнными силами. Этого звания в Болгарии был удостоен только царь Фердинанд I.
5 января 1918 года царю Болгарии Фердинанду I было присвоено звание прусского генерал-фельдмаршала, а 2 дня спустя он стал первым маршалом в болгарской армии.
В 1943 году Верховный военный совет принял решение в ознаменование 25-летия восшествия на престол царя Бориса III (3 октября 1943) присвоить ему звание маршала. Однако 28 августа того же года царь умер. Точных данных о том, было ли присвоено ему это звание посмертно, нет.

### Бразилия
В 1845 году по образцу Португалии это звание появилось и в Бразилии. Звание Маршал (порт. Marechal) является высшим воинским званием в Сухопутных войсках. В ВВС Бразилии ему соответствует звание Маршал авиации (порт. Marechal-do-Ar), а в ВМС — Адмирал (порт. Almirante). Имеет пять звёздочек на погонах. До реформы 1967 армейские полные генералы носили на погонах четыре звёздочки, а при зачислении в резерв получали право носить пятую звёздочку (то есть, фактически, производились в маршалы при увольнении в запас). Вследствие реформы 1967, генерал мог стать маршалом исключительно за боевые заслуги.
В период монархии звание называлось Маршал армии (порт. Marechal do exército).
Вице-королевство Бразилия и Бразильская империя (нач. XIX в. — 1889)
- 23 февраля 1810 — Жозе ди Оливейра Барбоза, первый и единственный барон ду Пассею и виконт Риу Комприду (José de Oliveira Barbosa, primeiro e único barão do Passeio Público e visconde do Rio Comprido) (1753—1844).
- 1818 — Франсиску дас Шагас Сантус (Francisco das Chagas Santos) (1763—1840).
- 1826 — Мануэл Жоржи Родригис (Manuel Jorge Rodrigues) (1777—1845).
- 6 ноября 1832 — Карлус Фредерику Лекор (1764—1836).
- Жуан Виейра ди Карвалью (João Vieira de Carvalho) (1781—1847).
- Жуан Карлус Аугусту ди Ойенхаузен-Гравенбург (João Carlos Augusto de Oyenhausen-Gravenburg).
- 26 марта 1841 — Томас Жуакин Перейра Валенти, 1-й барон и граф Риу Парду (Tomás Joaquim Pereira Valente, 1° barão e conde de Rio Pardo) (1790—1849).
- 30 июля 1842 — Луис Алвис ди Лима и Силва, герцог Кашиас (1803—1880).
- 1852 — Жуан Фредерику Калдвелл (João Frederico Caldwell) (1801—1873).
- 1866 — Мануэл Антониу да Фонсека Коста, маркиз Гавеа (Manuel Antônio da Fonseca Costa, Marquês de Gávea).
- Франсиску ди Паула Мажесси Таварис ди Карвалью (Francisco de Paula Magessi Tavares de Carvalho) (1769—1847).
- Гильерми Шавьер ди Соуза (Guilherme Xavier de Sousa) (1818—1870).
- Франсиску Шавьер Калмон Кабрал да Силва, барон Итапажипи (Francisco Xavier Calmon Cabral da Silva, barão de Itapagipe).
- Мануэл Луис Озориу, маркиз Эрвал.
- Жозе Антониу Коррея да Камара, виконт Пелотас (José Antônio Correia da Câmara, Visconde de Pelotas).
- Франсиску Арруда Камара (Francisco Arruda Câmara) (1803—1878).
- Франсиску Жозе ди Соуза Суарис ди Андреа, барон Касапава (Francisco José de Sousa Soares de Andréa, barão de Caçapava).
- 15 июля 1885 — Эмиль Луи Малле, барон Итапеви (Émile Louis Mallet, barão de Itapevi) (1801—1886).
- Луи-Филипп-Мария-Фердинанд-Гастон Орлеанский (1842—1922).

Республика Соединённых Штатов Бразилии и современная Бразилия (с 1889)
- Мануэл Деодору да Фонсека (Deodoro da Fonseca) (1827-92).
- 1889 — Флориану Виейра Пейшоту (1839—1895).
- 1890 — Жозе Рибейру, барон и виконт ди Соуза Фонтис (José Ribeiro de Sousa Fontes, barão e visconde de Sousa Fontes) (1821—1893).
- 31 марта 1890 — Кандиду Жозе да Коста (Cândido José da Costa) (1845—1909).
- 1895 — Карлус Машаду Биттанкур (Carlos Machado Bittencourt) (1840—1897).
- Франсиску Карлус да Лус (Francisco Carlos da Luz) (1830—1906).
- Кордейру ди Фариас (Cordeiro de Farias) (1901—1981).
- Анжелу Мендис ди Мораис (Ângelo Mendes de Morais) (1894—1990).
- Адемар ди Кейрос (Ademar de Queirós) (1899—1984).
- Антониу Энеяс Густаву Галван (Antônio Enéias Gustavo Galvão) (1832—1895).
- Кандиду Рондон (1865—1958).
- Артур да Коста и Силва (1899—1969).
- Эурику Гаспар Дутра (Eurico Gaspar Dutra) (1885—1974).
- Франсиску Марселину ди Соуза Агьяр (Francisco Marcelino de Sousa Aguiar) (1855—1935).
- Астинфилу ди Моура (Hastinfilo de Moura) (1865—1956).
- Эрмес Эрнесту да Фонсека (Hermes Ernesto da Fonseca) (1824—1891).
- Умберту ди Аленкар Кастелу Бранку (Humberto de Alencar Castelo Branco) (1900—1967).
- Жуан ди Деус Мена Баррето, виконт Сан-Габриэл (João de Deus Mena Barreto, visconde de São Gabriel) (1769—1849).
- Жуан ди Сегадас Виана (João de Segadas Viana).
- Жуан ди Соуза да Фонсека Коста (João de Sousa da Fonseca Costa).
- 1900 — Жуан Томас ди Кантуария (João Tomás de Cantuária).
- 1946 — Жуан Батиста Маскареньяс ди Морайс (Mascarenhas de Morais) (1883—1968).
- январь 1953 — Жозе Пессоа Кавальканти ди Албукерки (José Pessoa Cavalcanti de Albuquerque) (1885—1959).
- Агиналду Каяду ди Кастру (Aguinaldo Caiado de Castro) (1899—1963).
- Одилиу Денис (Odílio Denys) (1892—1985).
- 1960 — Энрики Батиста Даффлес Тейшейра Лотт (Henrique Batista Duffles Teixeira Lott) (1894—1984).
- 1966 — Вальдемар Леви Кардозу (Waldemar Levy Cardoso) (1900—2009).

Маршалы авиации
- 30 января 1959 — Арманду Фигейра Тромповски ди Алмейда (англ.).
- ? — Казимиру Монтенегру Филью (англ. Casimiro Montenegro Filho; 1904—2000).
- 22 сентября 1960 — Эдуарду Гомеш.

### Великобритания

#### Фельдмаршал
В Великобритании звание фельдмаршала существует с 1736 года и до настоящего времени (в 1996 году было принято решение не присваивать это звание в мирное время, но после 2010 года присвоения возобновились).

#### Маршал Королевских ВВС
Маршал Королевских ВВС (англ. Marshal of the Royal Air Force) — высшее воинское звание в Королевских военно-воздушных силах Великобритании. Присваивается в военное время, а также может быть по усмотрению монарха присвоено членам Британской королевской семьи и высшим офицерам военно-воздушных сил в мирное время. Соответствует званию фельдмаршала в Британской армии и адмирала флота в Королевских военно-морских силах и, таким образом, является «чисто маршальским» званием, в отличие от других маршальских званий в ВВС Великобритании (вице-маршал авиации, маршал авиации, главный маршал авиации).
Введено в 1919 году и впервые присвоено в 1927 году сэру Хью Тренчарду. В общей сложности звание присваивалось 27 раз, в том числе 22 раза высшим офицерам военно-воздушных сил и 5 раз представителям британской королевской семьи.

### Германия
До 1940 года чин (звание) генерал-фельдмаршала был наивысшим воинским званием в армии и ВВС Германии (в ВМС имелось соответствующее звание — «гросс-адмирал»). Во время нахождения нацистов у власти в 1933—1945 в вооружённых силах Германии звание генерал-фельдмаршала присваивалось 25 военачальникам.
В 1940 году было введено высшее звание в вермахте — «Рейхсмаршал», единственным обладателем которого стал Герман Геринг. После падения нацистской Германии звание генерал-фельдмаршала в армии и ВВС (а в ВМС — звание гросс-адмирала) было упразднено.

### Греция

Погон стратарха (1937)

Высшее воинское звание в вооружённых силах Греции — стратарх (греч. Στρατάρχης) — приблизительно соответствует воинскому званию (фельд)маршала. Упразднено и в настоящее время не используется. Впервые было присвоено королю Греции Константину I за его выдающуюся роль во время Балканских войн (1912—13).
1. 23 октября 1862 — Теодорос Гривас (скончался до официального присвоения).
2. апрель 1914 — король Греции Константин I (1868—1923).
3. 1939 — король Греции Георг II (1890—1947).
4. 1947 — король Греции Павел I (1901—1964).
5. 28 октября 1949 — Александрос Папагос (1883—1955).

### Египет
Звание фельдмаршала (мушира; англ. mushir) существует и в Египте. В современных вооружённых силах Египта может быть присвоено Верховному главнокомандующему (президенту Египта), главнокомандующему вооружёнными силами и министру обороны и оборонного производства в военное время. В ВВС Египта существует эквивалентное звание Fariq awwal (англ. Air chief marshal, «главный маршал авиации»). Президент Египта Мухамад Анвар ас-Садат присвоил себе это звание после Войны Судного дня (1973). Президент Хосни Мубарак имел (до вступления на пост президента) звание Главного маршала авиации.
- ? — Тусун-паша (1794-1816).
- 1848 (?) — Аббас I Хильми (1813—1854).
- 19 июля 1868 — Тауфик-паша (1852—1892).
- 1875 — султан Хусейн Камиль(1853—1917).
- 23 февраля 1889 — Аббас II Хильми, также турецкий мушир (маршал).
- Яхья Мансур Еген-паша (Yahya Mansur Yeghen Pasha) (1837—1913).
- Герберт Китченер (1850—1916) — британский главнокомандующий египетской армией с титулом сердар (1892-99).
- 9 октября 1917 — король Египта Фуад I (1868—1936).
- 28 апреля 1936 — король Египта Фарук I (1920—1965).
- 1949 — король Иордании Абдалла I (1882—1951).
- 26 июля 1952 — король Египта Фуад II (р. 1952).
- 21 февраля 1955 — король Иордании Хусейн бен Талал (1935—1999).
- Ахмад Исмаил Али (англ.) (1917—1974).
- Абдель Хаким Амер (1919—1967).
- Абд Аль-Халим Абу Газала (англ.) (1930—2008).
- 1991 — Мохаммед Хуссейн Тантави (1935—2021).
- 2014 — Абдул-Фаттах Ас-Сиси (р. 1954).

Кроме того, короли Египта Фуад I, Фарук I и Фуад II имели звания адмирал флота, а Фарук I и Фуад II к тому же и звание маршала Королевских Египетских ВВС.
Король Фарук I 12.03.1950 получил звание британского полного генерала (как почётное).

### Индия
По образцу Великобритании звание фельдмаршала появилось и в Британской Индийской армии. Продолжает существовать и в современной Индийской армии. В ВВС этому званию соответствует высшее воинское звание Маршал Индийских ВВС (англ. Marshal of the Indian Air Force); в ВМС Индии званию фельдмаршала соответствует высшее воинское звание Адмирал флота (англ. Admiral of the fleet), которое пока никому не присваивалось.
Звания фельдмаршал были удостоены:
- 1 января 1973 — Сэм Манекшоу (1914—2008).
- 1983 — Kodandera «Kipper» Madappa Cariappa (англ.).

Звания Маршал Индийских ВВС удостоен:
- 26 января 2002 — Арджан Сингх.

### Иордания
Звание фельдмаршал (мушир) появилось в вооружённых силах Иордании по образцу Великобритании. В ВВС Иордании имеется аналогичное звание, которое до сих пор никому не присваивалось. Звание фельдмаршала является высшим воинским званием в армии страны. Обычно присваивается новому монарху (королю) по восшествии на престол. В некоторых особых случаях это звание может быть присвоено членам королевской семьи и высшим военачальникам (начальникам Объединённого комитета начальников штабов Вооружённых сил Иордании).
- 1948 — король Абдалла I (1882—1951).
- 20 июля 1951 — король Талал бен Абдалла (1909—1972).
- 11 августа 1952 — король Хусейн бен Талал (1935—1999).
- Хабис аль Маджали (Habis Al- Majali).
- Фатхи Абу-Талеб (Fathi Abu-Taleb).
- Абдель Хафиз аль-Каабна (Abdel Hafiz Al-kaabneh).
- 1987 — принц (амир) Зайд ибн Шакер.
- 7 февраля 1999 — король Абдалла II (род. 1962).
- 2005 — Саад Хайр (Sa’ad Khair).

### Ирак
Звание фельдмаршала в ВС Ирака имели:
- 1921 (?) — король Фейсал I (1883—1933).
- 8 сентября 1933 — король  Гази I (1912—1939).
- 6 апреля 1939 — принц Абдул Иллах (1913—1958).
- 2 мая 1953 — король Фейсал II (1935—1958).
- 17 июля 1979 — президент Ирака Саддам Хуссейн (1937—2006).

Кроме того, короли Фейсал I и Фейсал II имели звания адмирала флота Иракских ВМС, а короли Гази I и Фейсал II имели ещё и звания маршала Королевских Иракских ВВС.

### Иран
Высшее воинское звание в ВС Ирана (с 1988) — Farmandehe Kolle Ghova соответствует званию (фельд)маршала в других армиях мира. Аналогичное звание с аналогичным названием существует и в ВВС Ирана. С 1979 по 1988 высшим воинским званием в ВС Ирана было звание Arteshbod, которое существует и поныне и соответствует званию полного генерала.
В шахский период истории Ирана (Персии) существовало звание мушир (mushir или muheib).
- - Каджарская династия
- Мухаммад Казим Хан Кунлу (Amir Muhammad Qasim Khan-e Qajar Quyunlu) (ум. 1831).
- наследный принц Аббас-Мирза (1789—1833).
- принц Хасан Али Мирза (1789—1853).
- принц Али Шах (Ali Shah) (1796—1854).
- шах Фетх Али-шах (1797—1834).
- принц Кайкхусру Мирза (Kaikhusru Mirza) (1809—1857).
- принц Бахман Мирза (1811—1884).
- принц Султан Масуд Мирза (Sultan Masud Mirza) (1850—1918).
- 1899 — принц Ваджихулла Мирза (Vajihullah Mirza) (1854—1905).
- принц Камран Мирза (Kamran Mirza) (1856—1927).
- принц Абул Хусейн Мирза (Abul Husain Mirza) (1858—1939).
- 1921 — шах Реза Пехлеви (1878—1944).
- Джаафар Кули Хан Каджар Кунлу (Jaafar Quli Khan-e Khajar Quyunlu).
- Мирза Мухаммед-хан Каджар Девелу (Amir Mirza Muhammad Khan-e Qajar Devehlu).
- Мухаммад Таки Хан Фарахани (Mirza Muhammad Taqi Khan-e Farahani).
- Вали Хан (Agha Vali Khan).
- Хусейн Хан Казвини (Mirza Husain Khan Qazvini).
- Мухаммад Хан (Muhammad Khan).
- Мухаммад Бакир Хан (Mirza Muhammad Bakir Khan).
  - Династия Пехлеви
- Карим Ага Хан Бузаджомери (Karim Agha Khan Buzarjomehri) (1886—1951).
- Мохаммад Фазлолла Захеди (1897—1963).
- Теймур Бахтияр(1914-1.08.1970).
- Аманулла Джаханбани (1895—1974).

### Италия

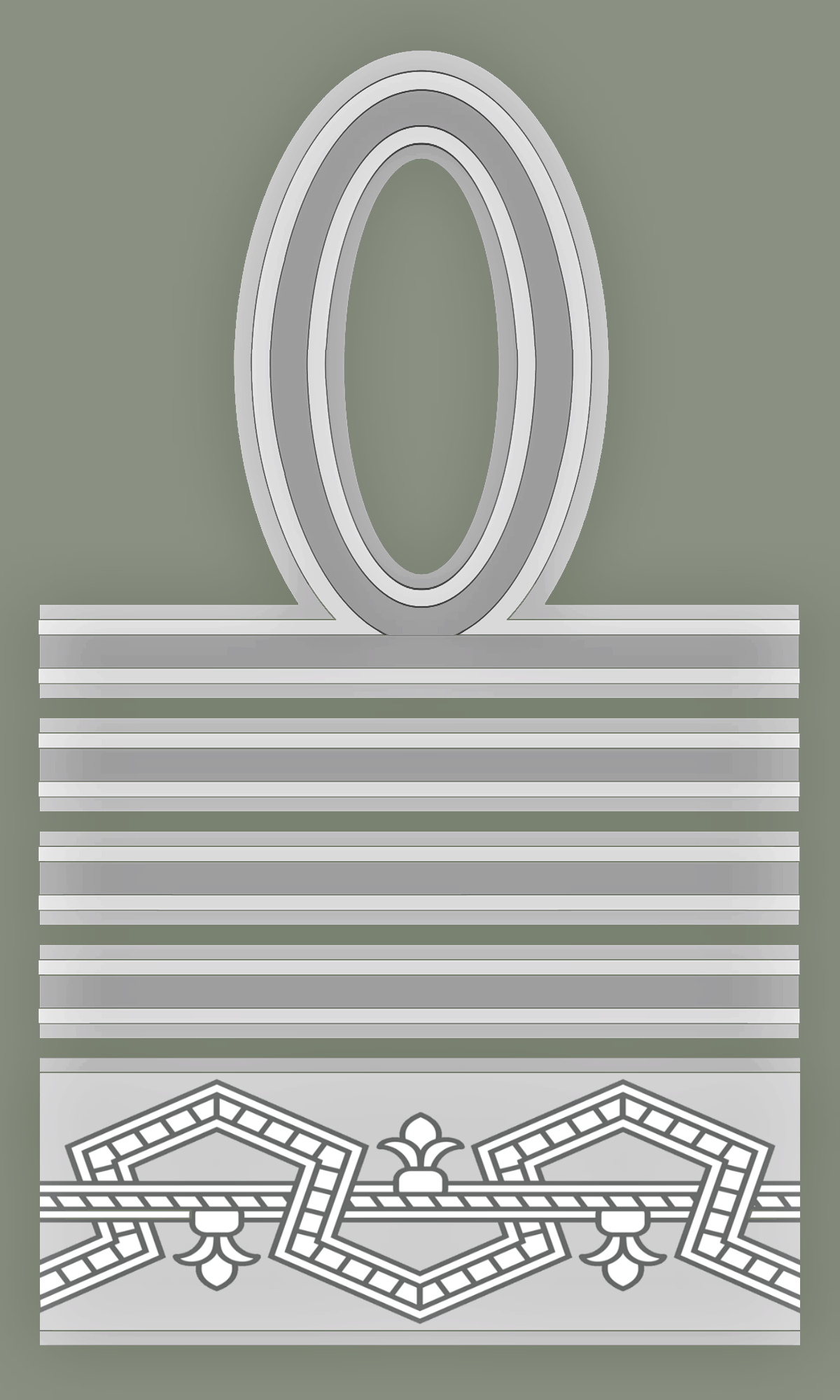
Знак различия маршала Италии

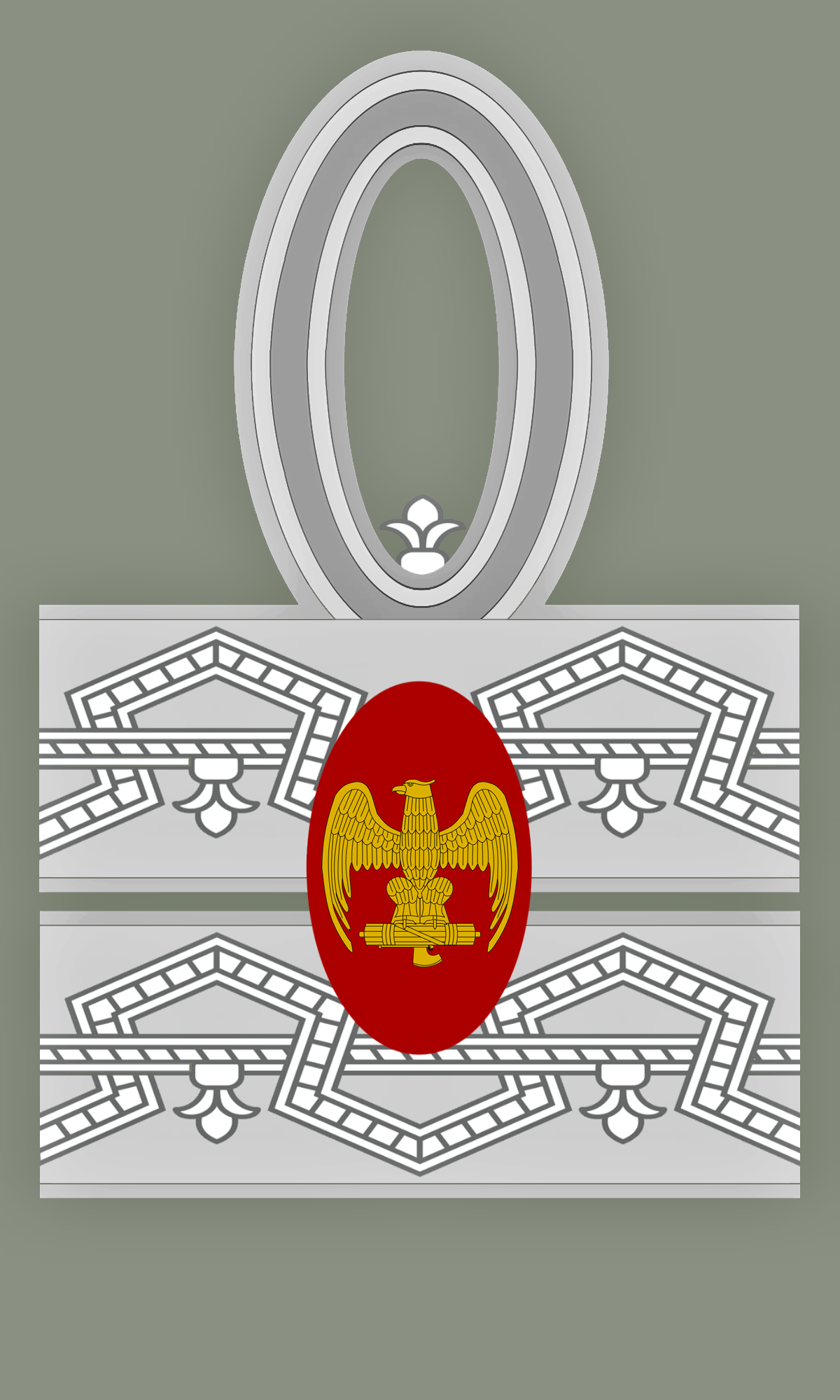
Знак различия Первого маршала Империи

Звание Маршала Италии (итал. Maresciallo d’Italia) было введено по французскому образцу и использовалось достаточно часто при диктатуре Муссолини. Маршалами были многие видные фашистские деятели; самый известный из них — преемник Муссолини на посту премьера Пьетро Бадольо. Муссолини, а также король Виктор Эммануил III носили более высокое звание Первого маршала Империи. В современной Итальянской Республике звание не присваивается.

### Китай

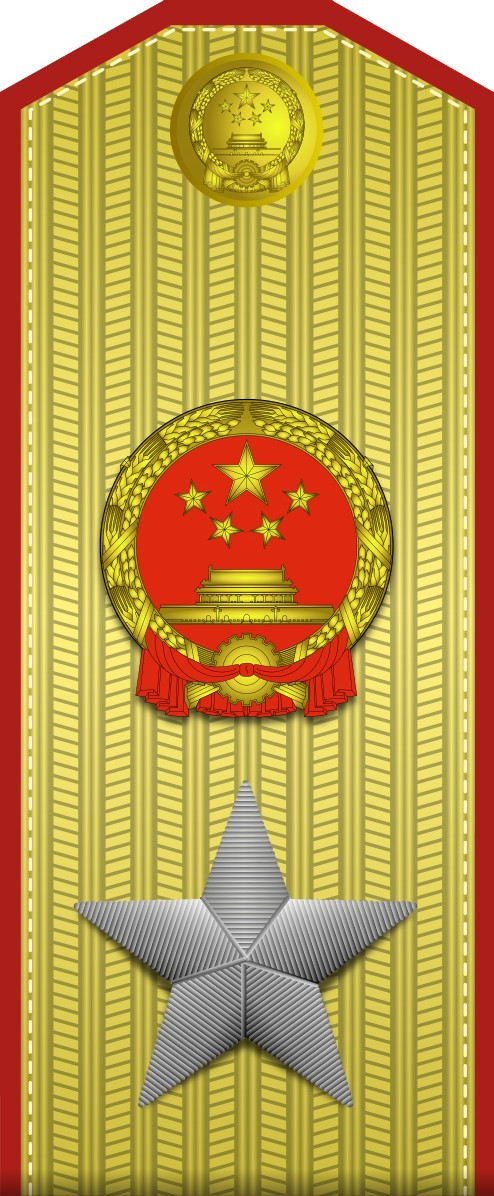
Погон маршала

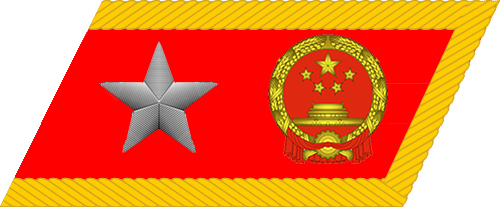
Петлица маршала

Историческое звание маршала (юаньшуай, 元帥) было присвоено многим военачальникам.
Европейские воинские звания появились в Китае в начале XX века. После провозглашения Республики (1912) звание генералиссимуса Китая получил первый президент Юань Шикай (1859—1916).
После его смерти в результате гражданской войны Китай был фактически разделён на несколько автономных регионов. Главы правительств, которые имели влияние на центральное правительство, получили звание маршалов: Чжан Цзолинь, У Пэйфу, Фэн Юйсян, Чжан Сюэлян, в годы Второй мировой войны — Вэй Лихуан.
После провозглашения Китайской Народной республики в 1955 году было введено звание маршала КНР. Его сразу присвоили 10 военачальникам.
- Чжу Дэ (1886—1976).
- Пэн Дэхуай (1898—1974).
- Линь Бяо (1907—1971).
- Хэ Лун (1896—1969).
- Е Цзяньин (1897—1986).
- Чэнь И (1901—1972).
- Лю Бочэн (1892—1986).
- Сюй Сянцянь (1901—1990).
- Не Жунчжэнь (1899—1992).
- Ло Жунхуань (1902—1963).

В 1965 году маршальские звания в Китае были отменены.
Помимо звания маршал, в Китае существовало ещё и специальное звание «Генералиссимус Китайской Народной Республики» (кит. Чжунхуа жэнь минь гунхэго да юаньшуай, 中華人民共和國大元帥). Было создано специально для Мао Цзэдуна, но присвоено не было.

### КНДР

Погон Маршала КНДР, на парадной форме одежды

В настоящее время в Северной Корее (КНДР) имеется два маршальских звания: маршал КНДР и маршал Корейской народной армии.
Ким Ир Сен и Ким Чен Ир впоследствии были повышены в звании до генералиссимуса. Ким Ир Сен — единственный маршал КНДР, получивший звание генералиссимуса при жизни.
Кроме того, в Северной Корее имеется звание вице-маршала КНДР, присвоенное ряду военачальников.

### Малайзия
- 24 июля 1984 — фельдмаршал Туанку Сайед Путра ибни Ал-Мархум Сайед Хассан Джамалуллаил.
- 24 июля 1984 — фельдмаршал Махмуд Искандер аль-Хадж ибни Исмаил аль-Халиди, также одновременно адмирал флота и маршал ВВС.
- январь 2019 — фельдмаршал Абдулла II, также одновременно адмирал флота и маршал ВВС.

### Монголия
Звание маршала МНР присвоено:
- 21 февраля 1936 года — Гэлэгдоржийн Дэмид (1900—1937).
- 21 февраля 1936 года — Хорлогийн Чойбалсан (1895—1952).
- 14 августа 1979 года — Юмжагийн Цэдэнбал (1916—1991).

### Непал
Звание Atirathi (англ. Field General) появилось в Непале по примеру звания фельдмаршала в Великобритании и Индии и являлось высшим воинским званием в Королевской армии Непала. Присваивалось королям Непала, а также членам аристократической династии Рана, члены которой наследственно занимали должность премьер-министра (аналог династии сёгунов Токугава в Японии). После провозглашения в 2008 году в Непале республики звания упразднено.
- 27 июня 1901 — Чандра Шамшер Рана (1863—1929).
- 26 ноября 1929 — Бхим Шамшер Джанг Бахадур Рана (1865—1932).
- 1 сентября 1932 — Джудда Шамшер Рана (1875—1952).
- 29 ноября 1945 — Падма Шамшер Рана (1882—1961).
- 30 апреля 1948 — Мохан Шамшер Рана (1885—1967).
- 14 апреля 1953 — Рудра Шамшер Рана (англ.) (1879—1963).
- ? — Нир Шамшер Рана (англ.) (1913-2013).
- ? — Киран Шамшер Рана (англ.) (1916—1983).
- 14 апреля 1953 — король Трибхуван (1906—1955).
- 1956 — Кешар Шамшер Рана (англ.) (1892—1964).
- 2 мая 1956 — король Махендра (1920—1972).
- 31 января 1972 — король Бирендра (1945—2001).
- 2 июня 2001 — король Дипендра (1971—2001).
- 2 июня 2001 — король Гьянендра (р. 1947).

Кроме этого, король Махендра в 1970 году был удостоен ещё и звания пакистанского фельдмаршала.

### Нидерланды

#### Фельдмаршал
Высшее воинское звание (чин) в ВС Нидерландов — фельдмаршал (veldmaarschalk), или фельдмаршал Соединённых провинций, появилось в XVI веке. Известны его обладатели Иоганн Мориц Нассау-Зигенский и Георг Фридрих Вальдекский. Упразднено королевским указом в 1914 году. Последним фельдмаршалом Нидерландов был с 1840 принц Нидерландский и Оранско-Нассаусский Виллем Фредерик Карел, второй сын короля Нидерландов Вильгельма I.

#### Маршал
В период существования королевства Голландия с королём Луи Бонапартом во главе (1806-1810) там присваивалось звание маршал Голландии (Maarschalk van Holland). Его получателями были пять человек, из которых три генерала и два адмирала. После прямой аннексии Голландии Францией, Наполеон не утвердил звания маршалов, которые были розданы его братом, и принял их получателей на французскую службу одним чином ниже. После создания в 1814 году независимого королевства Нидерланды звание маршала также не было восстановлено, и прежние маршалы по-прежнему именовали генералами или адмиралами.
- 21 декабря 1806 — Жан-Батист Дюмонсо (1760—1821).
- 21 декабря 1806 — Филипп Юлиус Ван Зёйлен ван Нейевелт (1743—1826).
- 26 декабря 1806 — Ян Виллем де Винтер (1761—1812).
- 26 декабря 1806 — Ян Хендрик Кинсберген (1735—1819), c 15 мая 1808 по 4 февраля 1810 имел особый титул — маршал Голландских военно-морских сил.
- 16 февраля 1807 — Херман Виллем Данделс (1762—1818).

### Перу
Звание Маршал Перу (исп. Mariscal Del Perú), более известное как Великий Маршал Перу (исп. Gran Mariscal Del Perú), является высшим воинским званием в армии республики Перу. Присваивается генералам исключительно за выдающиеся заслуги во время войны.
1. 1823 — Хосе де ла Рива Агуэро (1783—1853).
2. 1823 — Антонио Хосе Франсиско де Сукре и Алькала (1795—1830).
3. 1823 — Мариано Некочеа (англ). (1792—1849).
4. 1823 — Хосе де ла Мар (1778—1830).
5. 1828 — Уильям Миллер (1795—1861).
6. 1828 — Бернардо Рикельме О’Хиггинс (1776—1824).
7. 1828 — Доминго Ньетои Маркес (1803—1844).
8. 1828 — Рамон Кастилья и Маркесадо (1797—1867).
9. 1828 — Мигель де Сан-Роман (1802-63).
10. 10 ноября 1919 — Андрес Авелино Касерес Доррегара (1833—1923).
11. 19 декабря 1939 — Оскар Раймундо Бенавидес Ларреа (1876—1945).
12. 1946 — Элой Гаспар Урета.
13. 1989 — Франсиско Болоньези (1816—1880) (посмертно).

### Польша
В XVII—XVIII веках в Речи Посполитой спорадически присваивалось звание (или должность) фельдмаршала (пол. marszałek polny).
После восстановления независимости Польши (1918) было введено звание Маршал Польши (пол. marszałek Polski), которое сохранилось и в период существования коммунистической Польской Народной Республики. Оно было присвоено четырём военачальникам, сыгравшим заметную роль в польской истории XX века: Юзефу Пилсудскому, Эдварду Рыдз-Смиглому, Михалу Роля-Жимерскому и Мариану Спыхальскому, а кроме того, Маршалу Франции Фердинанду Фошу и Маршалу Советского Союза Константину (Константы) Рокоссовскому, бывшему в 1949—1956 годах гражданином Польши и министром национальной обороны страны.
В 80-е годы, когда практически неограниченным правителем Польши был Войцех Ярузельский, он отверг идею окружения о присвоении ему звания маршала, сказав, что маршалы в войну командовали армиями, а он — кавалерийским взводом.

### Португалия
В Средние века в королевской армии Португалии существовала должность Маршал Португалии (порт. Marechal de Portugal) или Маршал Королевства (порт. Marechal do Reino), которая была учреждена в 1382 королём Португалии Фернанду I. Маршал отвечал за материальное обеспечение армии, размещение войск и т. п.
Воинское звание Маршал (порт. Marechal) или более точное его наименование Маршал армии (порт. Marechal do exército) возникло в Португалии по образцу европейских государств в середине XVIII в (в 1762 во время реорганизации королевской армии). Первоначально его присваивали генералам, которые выполняли обязанности губернаторов; вскоре это звание стало повсеместно использоваться для отличия Главнокомандующих армиями и начальников штабов армий, иностранных военачальников. В XX в. обычно присваивалось главам государства (президентам). С созданием ВВС Португалии в 1952 было установлено звание маршал ВВС (порт. Marechal da Força Aérea).
Существовало также высшее воинское звание Главный маршал (порт. Marechal-general). Это звание обычно присваивалось наиболее выдающимся полководцам Португалии, иностранным военачальникам, королям (как верховным Главнокомандующим) и членам королевской семьи.

### Российская империя,СССР,Российская Федерация

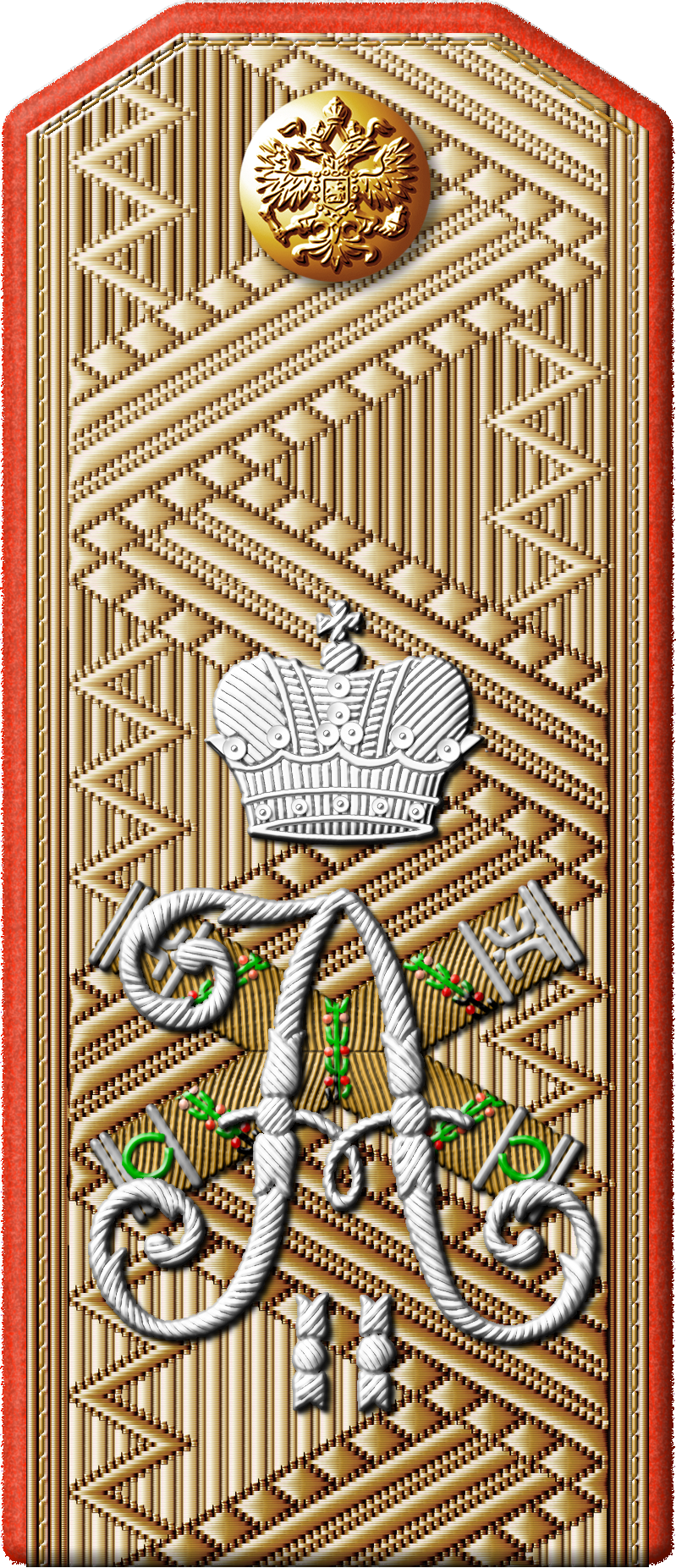
Погон генерал-фельдмаршала Российской империи

Погон маршала Советского Союза

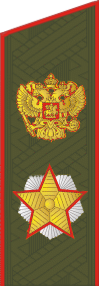
Погон маршала Российской Федерации

До 17 (30) декабря 1917 в России существовал чин генерал-фельдмаршала.
В 1935 году учреждено звание Маршал Советского Союза, в 1993 году введено воинское звание Маршал Российской Федерации. В 1943—1993 годах существовали также особые советские звания маршала и Главного маршала родов войск (артиллерии, авиации, бронетанковых войск, инженерных войск и войск связи).
В начале 2000-х годов в общественной организации «Академия проблем безопасности, обороны и правопорядка» существовало звание «маршал АБОП», что являлось нарушением действующего законодательства.

### Румыния
Звание Маршал Румынии является высшим воинским званием в вооружённых силах Румынии. Оно может быть присвоено Президентом Румынии с обязательным подтверждением Высшего Совета Национальной Обороны страны, и только генералу или адмиралу, во время войны за исключительные заслуги.
Звание Маршал Румынии (рум. Mareşal al României) имели:
1. 1881 — король Кароль I (1839—1914).
2. 1914 — король Фердинанд I (1865—1927).
3. 1923 — Константину Презан (1861—1943).
4. 1927 — король Михай I (1921—2017).
5. 1930 — король Кароль II (1893—1953).
6. 1934 — Александру Авереску (1859—1938).
7. 1941 — Ион Виктор Антонеску (1882—1946).

### Сербия
Аналогом звания (фельд)маршала в Сербии было звание воеводы (см. о нём в соответствующей статье).
При дворе короля Сербии и короля Югославии также существовала должность маршала королевского двора.

### Судан
Звание маршала Судана присваивалось в разные годы президентам Судана Джафару Мухаммеду Нимейри, Абделю Рахману Сивару ад-Дагабу и Омар аль-Баширу.

### Таиланд

Знаки различия фельдмаршала Таиланда

Звание Фельдмаршал (тайск. จอมพล (Chom Phon)) является высшим воинским званием в Сухопутных войсках Таиланда. Установлено в 1888 году вместе с другими воинскими званиями королём Сиама Рама V Чулалонгкорном, желавшим реформировать Сиамские ВС на западный манер. Эквивалентно званию (фельд)маршал или генерал армии (как высшее воинское звание) в других странах. Звание присваивается членам тайской королевской семьи и наиболее выдающимся военачальникам. В Королевских Таиландских ВМС соответствует воинскому званию Адмирал флота (тайск. จอมพลเรือ (Chom Phon Ruea, англ. Admiral of the Fleet)), а в Королевских Таиландских ВВС — Маршал Королевских Таиландских ВВС (тайск. จอมพลอากาศ (Chom Phon Akat, англ. Marshal of the RTAF)). Королю Таиланда как Верховному главнокомандующему ВС Таиланда автоматически присваиваются звания фельдмаршала, маршала Королевских Таиландских ВВС и адмирала флота при восшествии на престол.
- 1888 — король Сиама Рама V
- 23 октября 1910 — король Сиама Рама VI
- 25 ноября 1925 — король Сиама Рама VII
- 2 марта 1935 — король Таиланда Рама VIII
- 9 июня 1946 — король Таиланда Рама IX
- 13 октября 2016 — король Таиланда Рама X
- принц Бхануран (англ.)
- принц Парипатра (англ.)
- принц Чакрабон
- принц Чираправати (англ.)
- Чао Прайя Бодинторадежанужит (англ.)
- Пин Чунхаван
- Пибун Сонгкрам
- Прапат Чарусатьен
- Таном Киттикачон
- Сарит Танарат
- Чао Прайя Сурасакмонтри (англ.)
- Королева Сирикит
- Криенгкрай Аттанан (Kriengkai Attanand) (тайск.) (посмертно)

### Тунис
Звание мушира (фельдмаршала; араб. Musir-i-Mufakham) появилось в армии бея Туниса по примеру Османской империи в середине XIX века. Это звание присваивалось бею (королю) Туниса автоматически при вступлении на престол.
- 14 августа 1840 — Ахмад I ибн Мустафа (1805—1855)
- 7 августа 1855 — Мухаммад II ибн аль-Хуссейн (1811—1859)
- 10 декабря 1859 — Мухаммад III ас-Садик (1813—1882)
- 28 октября 1882 — Али III ибн аль-Хуссейн (1817—1902)
- 11 июня 1902 — Мухаммад IV аль-Хади (1855—1906)
- 11 мая 1906 —  Мухаммад V ан-Насир (1855—1922)
- 10 июля 1922 — Мухаммад аль-Хабиб (1858—1929)
- 11 февраля 1929 — Ахмад II ибн Али (1862—1942)
- 19 июня 1942 — Мухаммед VII аль-Мунсиф (1881—1948)
- 15 мая 1943 — Мухаммад VIII аль-Амин (1881—1962)

### Османская империя,Турция
В Османской империи имелось два высших звания — сердар-эскер и мушир (араб. مشير‎), первое считалось выше второго; иногда сердар-эскер передаётся как «генералиссимус», а мушир как «маршал»; иногда считается, что сердар-эскер — это (фельд)маршал, а мушир — полный генерал.
- 25 июня 1832 — Мухаммед Али (1769—1849).
- 12 ноября 1849 — Аббас I Хильми-паша (1812—1854).
- 25 августа 1854 — Мухаммед Саид-паша (1822—1876).
- Мехмет Вассыф-паша
- 1863 — Хусейн Авни Паша
- 1864 — Омер Лютфи-паша
- 19 июля 1868 — Мухаммед Тэвфик паша (Muhammed Tawfik Pasha) (1852—1892)
- 10 июля 1871 — Ахмед Мухтар-паша
- 1875 — Его Высочество Принц Хасан Исмаил паша (1854—1888)
- 1875 — Юсуф Иззеддин-эфенди (1857—1916)
- 1875 — Хусейн Камиль-паша, с 20 декабря 1914 маршал египетской армии
- 1876 — Осман Нури-паша
- 1876 — Абдулкерим Надир-паша
- 1877 — Мехмед Али-паша (Людвиг Карл Фридрих Детройт)
- 1879 — Мухаммед Ратиб паша (Muhammed Ratib Pasha) (d.1920)
- 1881 — Гобарт-паша
- 23 февраля 1889 — Его Высочество Принц Ибрагим Хилми паша (1860—1909\1913)
- 1890 — Джевад-паша Ахмет
- 1894 — Казим-паша[тур.]
- 1895 — барон Кольмар фон дер Гольц (Гольц-паша) (германский генерал, позже — генерал-фельдмаршал)
- 1896 — князь (позже — царь) Болгарии Фердинанд I
- 1897 — Эдхем-паша
- 1908 — Али Рыза-паша
- 14 января 1914 — германский генерал Отто Лиман фон Сандерс
- 19 августа 1914 — германский адмирал Гвидо фон Узедом
- 1916 — Саид Ахмед паша ас-Санусси (Sayyid Ahmed Pasha as-Sanussi)
- 9 июля 1917 — германский генерал Эрих фон Фалькенхайн
- 16 октября 1917 — Германский император Вильгельм II
- 21 мая 1918 — император Австрии и король Венгрии Карл I
- 14 июля 1918 — Ахмет-Иззет-паша
- Мухаммед паша Джахангири (Muhammed Pasha Jahangiri) (1710—1788)
- Ибрагим паша (Ibrahim Pasha) (1789—1848)
- Мухаммед Саид паша (Muhammed Said Pasha) (1798—1868)
- Ибрагим паша (Ibrahim Pasha) (1828—1880)
- Махмуд Адам паша (Mahmud Adam Pasha) (1836—1886)
- Махмуд Джалал уд-дин паша (Mahmud Jalal ud-din Pasha) (1836—1884)
- Яхья Мансур Йегден паша (Yahya Mansur Yeghen Pasha) (1837—1913)
- Ахмед Джеват Шакир Паша (1851—1900)
- Мухаммед Нури паша (Muhammed Nuri Pasha) (1840—1890)
- Ибрагим Фахми Ахмед паша (Ibrahim Fahmi Ahmed Pasha) (1847—1893)
- Его Высочество Принц Хасан Исмаил паша (Hasan Ismail Pasha) (1854—1888)
- Мухаммед паша (Muhammed Pasha) (1856—1889)
- Зулкифул Ахмед паша (Zulkiful Ahmed Pasha) (1860—1941)
- Али Халид паша (Ali Khalid Pasha) (1860—1948)
- Али Нур уд-дин паша (Ali Nur ud-din Pasha) (1867—1952)
- Мухаммед Камаль уд-дин паша (Muhammed Kamal ud-din Pasha) (1869—1920)
- Морали Ибрагим паша (Morali Ibrahim Pasha)
- Дели Фуад-паша (Deli Fuad Pasha)
- Мухаммед Рауф паша (Muhammed Rauf Pasha)
- Его Высочество принц Мухаммед Тусун паша (Muhammed Tusun Pasha)
- Ахмед Аюб паша (Ahmed Ayub Pasha)
- Ариф паша (Arif Pasha)
- Ахмед Фатхи паша (Ahmed Fathi Pasha)
- Фелип паша (Velip Pasha)
- Его Высочество принц Ибрагим Хилми Исмаил паша (Ibrahim Hilmi Ismail Pasha)

Это звание, наряду с другими воинскими званиями Османской империи, было отменено в соответствии с законом об упразднении обращений и титулов от 26 ноября 1934 года.
В современных вооружённых силах Турции звание маршал (тур. Mareşal) является высшим воинским званием. Соответствует званию (фельд)маршала в других странах. В ВМС Турции этому званию соответствует звание Адмирал флота (тур. Büyükamiral, букв. Великий адмирал), а в ВВС — Маршал авиации (тур. Hava Mareşalı). Может быть присвоено только Великим национальным собранием Турции и только генералу, возглавлявшему либо сухопутные войска, либо ВВС или ВМС и добившемуся победы в трёх и более сражениях. Его носили только Мустафа Кемаль Ататюрк (1882—1938) (звание присвоено 21 сентября 1921) и начальник генерального штаба Февзи Чакмак (1876—1950) (звание присвоено 31 августа 1922).

### Финляндия
Звание Маршала Финляндии (исключительно как почётное) 4 июня 1942 года было присвоено фельдмаршалу Карлу Густаву Маннергейму (1867—1951).

### Франция
Во Франции маршалом назывался сначала подчинённый коннетаблю интендант, ведавший королевской конюшней; но уже при Филиппе II Августе это звание временно носил главнокомандующий королевскими войсками. При Людовике IX было 2, позже 3, 4 и более военных маршалов, называвшихся «маршал Франции» (фр. maréchal de France, множественное число maréchaux). В 1627 году, в связи с упразднением звания коннетабля маршал становится высшим воинским званием. О дальнейшей истории звания во Франции см. в статье Маршал Франции.

### Хорватия

Погон маршала Хорватии

В 1941 году маршалом стал Славко Кватерник (1878—1947), министр национальной обороны и главнокомандующий вооружёнными силами Хорватии (НГХ), а в 1995 году — президент страны Франьо Туджман.

### Швеция
Высшее воинское звание в сухопутных войсках Швеции. Присваивалось с XVI века до 1824 года (последним шведским фельдмаршалом стал Ю. А. Сандельс, умерший в 1831 году).

### Центральноафриканская республика
Единственным обладателем звания маршал был президент Республики Жан-Бедель Бокасса. Это звание было присвоено ему 19 мая 1974. Впоследствии Бокасса провозгласил себя 4 декабря 1976 года императором Центральноафриканской Империи под именем Бокассы I.

### Чад
Звание Маршала Чада в августе 2020 года было присвоено президенту страны Идрису Деби Итно (1952—2021).

### Югославия

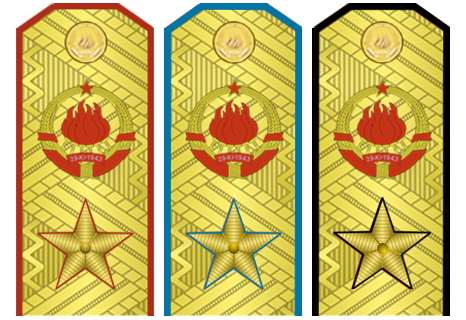
Погоны маршала Югославии (армия, авиация, и флот)

Звание Маршала Югославии (серб. Маршал Југославије/Maršal Jugoslavije) 29 ноября 1943 года было присвоено Иосипу Броз Тито (1892—1980).

### Япония
В Японской империи существовало почётное звание «гэнсуй» (gensui, 元帥), которое часто переводится как «маршал». В 1872—1944 годах звание было присвоено 18 военачальникам.

## Другие страны, где существует звание
- Бангладеш
- Бахрейн
- Боливия
- Брунее (помимо существующего звания фельдмаршала, существует высшее воинское звание (чин), присвоенный султану Брунея, которое приблизительно соответствует званию генералиссимус)
- Бутан
- Гана
- Йемен (24 декабря 1997 года звание маршала было присвоено президенту республики Али Абдулле Салеху)
- Лесото (имеет только король Лесото)
- Ливии (звание фельдмаршала имеет Халифа Хафтар)
- Марокко (имеет король Марокко)
- Нигерии
- Новой Зеландии (звание фельдмаршала присвоено в 1954 году принцу Филиппу, герцогу Эдинбургскому)
- Оман
- Пакистан (звание фельдмаршала имел Мухаммед Айюб Хан)
- Парагвай (звание маршала присвоено Хосе Феликсу Эстигаррибия)
- Саудовской Аравии (в ВС страны существует два фельдмаршальских звания — фельдмаршал и фельдмаршал 1-го класса (мушир), которое присваивается королю Саудовской Аравии по восшествии на престол, то есть это звание (чин) может быть приравнено к званию (чину) генералиссимуса)
- Эсватини (до 2018 года — Королевство Свазиленд, звание имеет только король Эсватини как почётное звание)
- Шри-Ланка (впервые звание фельдмаршала присвоено Саратху Фонсека в 2015 году).

### Страны, в которых звание существовало ранее
- Албания
- Гватемала (в XIX веке звание фельдмаршала имели Висенте Серна Сандоваль и José Víctor Zavala)
- Дания (известен генерал-фельдмаршал Дании Христиан Гильденлеве)
- Заир (присвоено президенту страны Мобуту Сесе Секо в 1983)
- Испания (существует звание генерал-капитан приблизительно соответствующее званию фельдмаршала; это звание имели: Франсиско Франко (1938), Агустин Муньос Грандес (1956) и Камилло Алонсо Вега (1972), сегодня это звание имеет только король Испании (с 1975) как Верховный главнокомандующий)

- Йеменская Арабская Республика (существовало в 1962—1990 годах, звание фельдмаршала имел Абдалла Ас-Саляль)
- Камбоджа (звание фельдмаршала имел Лон Нол)
- Канада (до 1968)
- Маньчжоу-Го (в 1932—45 в армии этого государства существовало звание Zong Shi Ling, которое было высшим воинским званием и соответствовало званию фельдмаршала в других странах)
- Мексика (звание маршала имел Анастасио Бустаманте)
- Мозамбик (1975—1990) (президент Мозамбика Самора Моизес Машел имел звание маршала)
- Непал
- Нигерия
- Оман
- Тайвань (в ВВС этой страны с 1959 по 1980 существовало звание T’e-Chi Shang-Chiang, которое соответствует званию фельдмаршала в других странах)
- Уганда (в 2003 умер единственный обладатель звания, президент страны Иди Амин, звание присвоено в 1975)
- Филиппины (в 1937 звание присвоено Дугласу Макартуру)
- Черногория (в 1910—1918 существовало звание Vrhovni Komandant, которое имел только король Черногории Николай I)
- Чили (последним обладателем звания генерал-капитан, приравненного к званию фельдмаршала, был Августо Пиночет)
- ЮАР
- Эфиопия (звание существовало до 1976 года; его обладатели: c 2 ноября 1930 года — император Эфиопии Хайле Селассие I и с 1934 года — Его Высочество принц Сеюм Мангаша Тигрей (1897—1960)).

## Маршальские звания «на бумаге»
Формально звание маршала существовало в ГДР (короткое время в 1980-е годы), но никому не присваивалось.

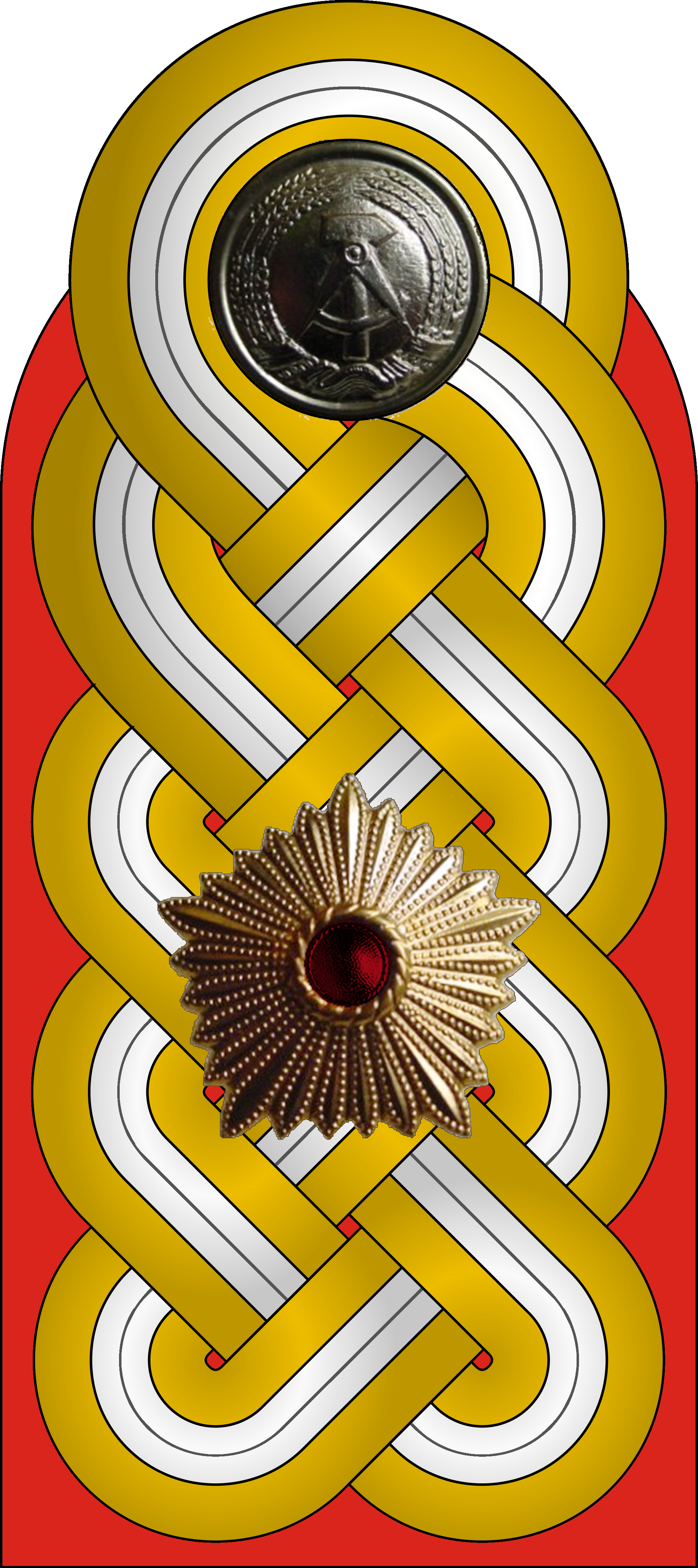
Погон маршала ГДР
Знак различия маршала Республики Корея

В Южной Корее звание маршала может получить только лицо, имеющее звание генерал армии и только за выдающиеся военные заслуги.
В Туркменистане звание маршала существует с 2002 года и до сих пор никому не присваивалось. Инициатива о присвоении этого звания президенту Сапармурату Ниязову не нашла понимания у последнего и не была реализована.